# 1060년

## 연호
- 북송(北宋) 가우(嘉祐) 5년
- 요(遼) 청녕(淸寧) 6년
- 일본(日本) 고헤이(康平) 3년
- 서하(西夏) 차도(奲都) 4년
- 리 왕조(李朝) 쯔엉타인자카인(彰聖嘉慶) 2년

## 기년
- 고려(高麗) 문종(文宗) 14년
- 북송(北宋) 인종(仁宗) 38년
- 요(遼) 도종(道宗) 6년
- 서하(西夏) 의종(毅宗) 12년
- 리 왕조(李朝) 성종(聖宗) 7년

## 사건
- 5월 23일 - 프랑스 왕 필리프 1세 즉위

## 탄생
2월 9일 - 가톨릭 교회의 교황 호노리우스 2세